# 滋賀県道130号岩室神線
滋賀県道130号岩室神線（しがけんどう130ごう いわむろかみせん）は、滋賀県甲賀市を通る一般県道である。

## 概要
甲賀市甲賀町岩室を起点に甲賀市甲賀町神に至る。未成道区間があり、新名神高速道路に横切られるかたちとなっている。

### 路線データ
- 起点：甲賀市甲賀町岩室（滋賀県道24号甲賀土山線交点、滋賀県道539号岩室北土山線起点）
- 終点：甲賀市甲賀町神（滋賀県道129号南土山甲賀線交点）
- 総延長：4.1 km

## 地理

### 通過する自治体
- 滋賀県
  - 甲賀市

### 交差する道路
| 交差する道路                                     | 交差する場所 | 交差する場所 |
| ------------------------------------------------ | ------------ | ------------ |
| 滋賀県道24号甲賀土山線 滋賀県道539号岩室北土山線 | 甲賀町岩室   | 起点         |
| 滋賀県道129号南土山甲賀線                        | 甲賀町神     | 終点         |

### 沿線
- コムウッドゴルフクラブ
- 甲賀木彩館